# حامد الناظر
حامد الناظر  (1975-)، إعلامي وروائي سوداني. صدرت له حتى الآن خمس روايات ومجموعة قصصية، يعمل حالياً مذيعاً بشبكة التلفزيون العربي.

## حياته
حاصل على بكالوريوس في إدارة الأعمال من جامعة أم درمان الأهلية ، كلية الاقتصاد والعلوم الإدارية. عمل مذيعاً في قناة الشروق السودانية التي كانت تبث من مدينة دبي، وصحفيا بتلفزيون قطر ومراسلاً تلفزيوني لقناة أم بي سي من السودان.
كما كان مقدم برامج في قناة النيل الأزرق السودانية وسبق له العمل في الإذاعة السودانية.

## الأعمال الروائية
- رواية فريج المرر (رواية)، صدرت عن المركز الثقافي العربي، وفازت بجائزتين؛ جائزة الشارقة للإبداع العربي للعام 2014، وجائزة فودافون قطر للعام 2014.
- رواية نبوءة السقا، التي صدرت عن دار التنوير للنشر وحازت على القائمة الطويلة في الجائزة العالمية للرواية العربية للعام 2016.
- رواية الطاووس الأسود التي صدرت عن دار مداد للنشر الأماراتية، ووصلت للقائمة الطويلة في الجائزة العالمية للرواية العربية نسخة 2018.
- رواية عينان خضراوان التي صدرت عن دار التنوير 2020 ووصلت للقائمة الطويلة في الجائزة العالمية للرواية العربية نسخة 2021.
- رواية الحطابون - سيرة غير ذاتية لحارس البوابة. صدرت عن دار الرواق 2024
- مجموعة قصصية سنة الكلب. صدرت عن دار ويلوس هاوس 2024
- كتاب حبل الغسيل. مجموعة مقالات في الفن والأدب صدر عن دار ويلوس هاوس 2024

## الجوائز
- جائزة الشارقة للإبداع العربي دورة 2013-2014 عن رواية “فريج المرر”.[2]
- جائزة فودافون قطر للإبداع الكتابي 2014 عن رواية “فريج المرر”.[2]

## وصلات خارجية
- جريدة الرياض
- عكاظ
- جريدة الحياة.
- الجزيرة نت
- جريدة عكاظ